# Felső-Nyirádi-erdő és Meggyes-erdő
Felső-Nyirádi-erdő és Meggyes-erdő este o arie protejată (arie specială de conservare — SAC, sit de importanță comunitară — SCI) din Ungaria întinsă pe o suprafață de 4.176,75 ha, integral pe uscat.

## Localizare
Centrul sitului Felső-Nyirádi-erdő és Meggyes-erdő este situat la coordonatele 47°01′53″N 17°24′30″E / 47.031389°N 17.408333°E.

## Înființare
Situl Felső-Nyirádi-erdő és Meggyes-erdő a fost declarat sit de importanță comunitară în mai 2004 pentru a proteja 1 specie de plante și 20 de specii de animale. Situl a fost protejat și ca arie specială de conservare în februarie 2010.

## Biodiversitate
Situată în ecoregiunea panonică, aria protejată conține 6 habitate naturale: Pajiști cu Molinia pe soluri calcaroase, turboase sau argilos-nămoloase (Molinion caeruleae), Pajiști uscate europene, Păduri panonice-balcanice de stejar turcesc - stejar sesil, Păduri panonice cu Quercus petraea și Carpinus betulus, Păduri aluvionare cu Alnus glutinosa și Fraxinus excelsior (Alno-Padion, Alnion incanae, Salicion albae), Mlaștini alcaline.
La baza desemnării sitului se află mai multe specii protejate:
- plante (1): Gladiolus palustris
- amfibieni (1): buhai de baltă cu burta roșie (Bombina bombina)
- mamifere (2): Leucorrhinia albifrons, vidră de râu (Lutra lutra)
- nevertebrate (15): croitorul mare al stejarului (Cerambyx cerdo), Cucujus cinnaberinus, fluturele de noapte (Eriogaster catax), fluturele auriu (Euphydryas aurinia), Euplagia quadripunctaria, Hypodryas maturna, Limoniscus violaceus, rădașcă (Lucanus cervus), fluturele purpuriu (Lycaena dispar), phengaris nausithous (Maculinea nausithous), Maculinea teleius, croitorul cenușiu al stejarului (Morimus funereus), Osmoderma eremita, Vertigo angustior, Vertigo moulinsiana
- pești (2): zvârluga (Cobitis taenia), boarță (Rhodeus sericeus amarus)

Pe lângă speciile protejate, pe teritoriul sitului au mai fost identificate 2 specii de plante, 1 specie de nevertebrate.